# Jacques-Alexandre Laffon de Ladebat
Pour les autres membres de la famille, voir Famille Laffon de Ladebat.
Jacques-Alexandre Laffon de Ladebat,  sieur de Bellevue (1719-1797), est l’un des plus importants armateurs, négriers, et négociants de la ville de Bordeaux à la fin du XVIIIe siècle.

## Biographie

### Origines protestantes
Né le 2 janvier 1719 (de Daniel Laffon de Ladebat, négociant, et Jeanne Nairac) aux Provinces-Unies où sa famille avait dû se réfugier en raison de sa religion protestante à la suite de la révocation de l’édit de Nantes (1685), Jacques-Alexandre Laffon de Ladebat revint s’établir en France en 1744. Les persécutions religieuses étaient moins rigoureuses depuis la mort de Louis XIV et les mentalités avaient évolué vers plus de tolérance : il parvient à créer avec son frère une affaire de négoce de vin et de commerce maritime grâce au réseau de correspondants qu’il avait conservé aux Provinces-Unies.

### Armateur et négrier
Homme dynamique à l’esprit d’entreprise, il va donner de grands développements aux affaires familiales. En 1755, il commence d’investir directement dans l’armement naval en droiture pour l’approvisionnement en vivres des colonies et, à partir de 1764, dans le commerce triangulaire. Avec quinze expéditions, il arrive ainsi en seconde position, derrière les Nairac, sur les 186 armateurs de traite négrière que connaît Bordeaux,.

### Planteur esclavagiste et fermier expérimental
Pendant la guerre de Sept Ans (1756-1763) et plus tard pendant la guerre d’indépendance américaine il monte aussi plusieurs armements en course de navires corsaires. Enfin, non content de développer ses affaires d’armement naval et de négoce de vin, il développe une plantation sucrière à Saint-Domingue.

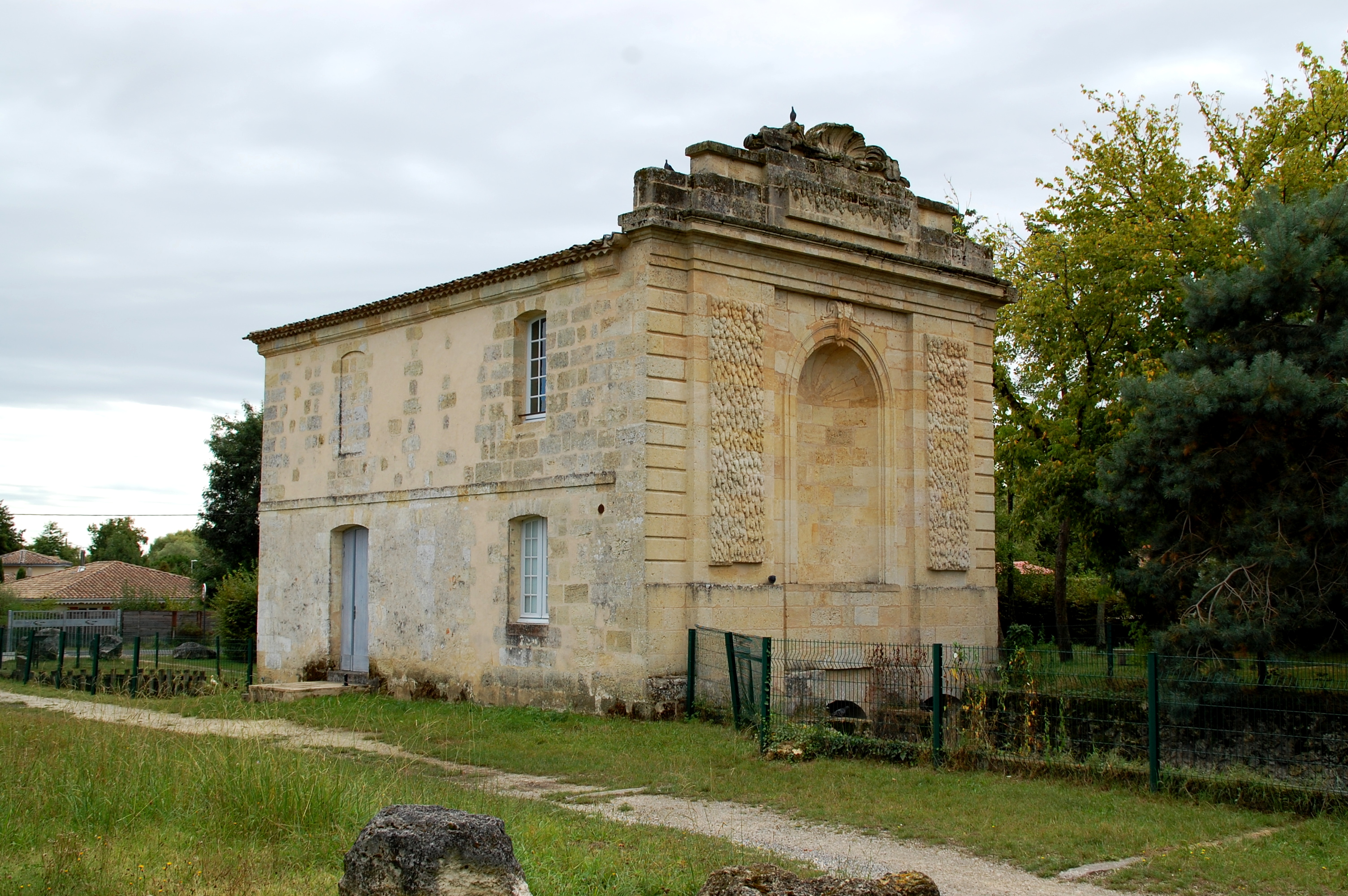
Le moulin de Noès, unique vestige du domaine de Bellevue.

Il se lance aussi en 1769 dans l’assainissement, le défrichement et la mise en culture des landes de Bordeaux en achetant plusieurs centaines d’hectares à cheval sur Pessac et Mérignac. Il y fait construire une ferme modèle dite « Bellevue » qui va produire des céréales et de la farine, mais aussi du vin et du bois de pin. La ferme élevait aussi des vers à soie et formait des valets de ferme,. Il ne subsiste aujourd'hui que le seul moulin de Noès.

Armes de la famille Laffon de Ladebat.

Toutes ces activités économiques, et en particulier son zèle négrier, lui valent des lettres de noblesse en 1773 malgré sa communion protestante. La distinction est justifiée car « depuis 1764, il en [des Noirs] a fait passer plus de quatre mille par quinze armements ». Ses armoiries symbolisent ses domaines de réussite : « D’azur à une fontaine d’argent jaillissante surmontée d’un soleil d’or et accompagnée de deux ancres aussi d’argent » en énonçant la devise : « Soyez utile ».
Sa fortune devient particulièrement importante. En 1781, elle se répartit entre une « habitation » à Saint-Domingue, le grand domaine de Bellevue en banlieue bordelaise de 1,6 million de livres, 850 000 livres de créances coloniales et 1 million en parts d'armements dans divers navires.

### Décès, descendance et héritage
Jacques-Alexandre Laffon de Ladebat meurt le 18 novembre 1797. De son épouse Anne Boucherie, il laisse plusieurs enfants, notamment :
- André-Daniel Laffon de Ladebat, homme politique anti-esclavagiste, philanthrope, qui se présentera comme « le fils d'un marchand de nègres »[8],[9],[10]
- Philippe-Auguste Laffon de Ladebat, colonel, planteur à Saint-Domingue qui, après la grande révolte des esclaves, s’installe à La Nouvelle-Orléans.
- Daniel Laffon de Ladebat qui poursuit l’exploitation du domaine de Bellevue à Pessac après la mort de son père.
- Marie Emilie Laffon de Ladébat, mère de Jean-Élie Gautier.

En 1826, dans le cadre de l'indemnisation des anciens propriétaires français par la République d'Haïti, ses héritiers André-Daniel et Philippe-Auguste toucheront chacun la somme de 83 599 Francs or, en dédommagement de la perte des plantations et esclaves à la suite de la Révolution haïtienne.